# Nederst mot himmelen
Nederst mot himmelen är ett musikalbum med Finn Kalvik, utgivet 1977 av skivbolaget Polydor.

## Låtlista
1. "Lære for livet" – 3:16
2. "Sang i april" – 2:42
3. "Ska 'ru leva i da' så må 'ru væra miljonær" ("How Can a Poor Man Stand Such Times and Live" – Blind Alfred Reed/Finn Kalvik) – 2:36
4. "Et hvilested" ("Over the Hill" – John Martyn/Finn Kalvik) – 2:40
5. "Keiserens nye klær" – 3:30
6. "På terskelen" – 2:40
7. "Lillesøster" (Finn Kalvik/Haakon Graf) – 3:52
8. "Vi som brakk nøkkelen i låsen" – 3:41
9. "Vi reiser" – 3:30
10. "Stagnasjon" – 2:42
11. "Jeg står hvor jeg ser" – 3:53

- Alla låtar skrivna av Finn Kalvik där inget annat anges.

## Medverkande
Musiker
- Finn Kalvik – sång, gitarr
- Haakon Graf – keyboard, percussion, arrangement
- Jon Eberson – gitarr
- Sveinung Hovensjø – basgitarr
- Knut Riisnæs – tenorsaxofon
- Finn Sletten – trummor, timbaler
- Miki N'Doye – congas, percussion
- Radka Toneff – bakgrundssång

Produktion
- Haakon Graf – musikproducent
- Hans Petter Danielsen – ljudtekniker
- Hans Gedda – fotograf
- Rune Söderqvist – coverdesign